# Zosimus aeneus
Zosimus aeneus är en kräftdjursart som först beskrevs av Carl von Linné 1758.  Zosimus aeneus ingår i släktet Zosimus och familjen Xanthidae. Inga underarter finns listade i Catalogue of Life.